# 谢威
谢威（1909年—1998年），男，湖北钟祥人，中华人民共和国政治人物，曾任中共湖北省委统战部副部长，省纪委常委，湖北省政协副主席，第四届全国政协委员。